# Храм Входа Господня в Иерусалим (Арзамас)
Храм Входа Господня в Иерусалим — православный храм в городе Арзамасе Нижегородской области. Относится к благочинию города Арзамаса Нижегородской епархии. Расположен в верхней части города.
Был построен в 1777 году как зимний храм прихода Иоанно-Богословской церкви. В храме два придела: Стефана архидиакона и мучеников Евстратия, Авксентия, Евгения, Мардария и Ореста.
В 1929 году был закрыт советскими властями и переоборудован под электростанцию. Позже церковь использовали как гараж.
В 2004 возвращена верующим, малое освящение совершено 02.01.2013.
На переднем фасаде храма 28 сентября 2014 года установлена мемориальная доска в честь уроженки города Арзамаса блаженной Пелагии Дивеевской, которая молилась в этом храме.